# Ctenotus joanae
Ctenotus joanae (чорноземний гребневухий сцинк) — вид сцинкоподібних ящірок родини сцинкових (Scincidae). Ендемік Австралії.

## Поширення і екологія
Чорноземні гребневухі сцинки мешкають в пустельних районах на сході Центральної Австралії, на території Південної Австралії, Північної Території і Квінсленда. Вони живуть на купинних луках, що ростуть на чорних та глинистих ґрунтах.